# اودرووانژ (استان اشوی‌داشکسیه)
اودرووانژ (به لهستانی:  Odrowąż) یک روستا در لهستان است که در گمینا ستانپورکوو واقع شده‌است.
 اودرووانژ  ۹۶۰ نفر جمعیت دارد.